# Theophylaktos Lakapenos
Theophylaktos Lakapenos (* 917; † 27. Februar 956) war von 933 bis 956 Patriarch von Konstantinopel.

## Leben
Theophylaktos wurde 917 als Sohn des byzantinischen Kaisers Romanos I. Lakapenos und dessen Ehefrau Theodora geboren.
Am 2. Februar 933 wurde er zum Patriarchen von Konstantinopel ernannt. Er unterstützte die Politik seines Vaters aktiv. Theophylaktos bemühte sich um ein weitgehendes Einvernehmen mit Papst Johannes XI.
Durch ihn wurden theatralische Elemente in den byzantinischen Ritus des Gottesdienstes eingeführt. Theophylaktos liebte Vergnügungen wie das Reiten. Er starb am 27. Februar 956 nach einem Sturz vom Pferd.